# Ferdiš Juriga
Ferdiš Juriga, též Ferdinand Juriga (12. října 1874 Gbely – 23. listopadu 1950 Bratislava), byl slovenský římskokatolický kněz, československý politik a meziválečný poslanec Národního shromáždění za Hlinkovu slovenskou ľudovou stranu.

## Biografie

### Mládí a činnost v uherské politice
Univerzitu začal studovat v Ostřihomi, pak vysokou školu dokončil ve Vídni (doktor teologie). Už jako student se zapojil do národního hnutí, organizoval pouť na Velehrad a slovenské výpravy na českoslovanské sjezdy do Luhačovic. Na kněze byl vysvěcen v roce 1897. Od roku 1906 byl po dobu 13 let farářem v obci Vajnory, pak v Povážské Bystrici a Dolní Stredě (1923–1930). Inicioval vydání Bible v slovenštině. V první dekádě 20. století již patřil mezi hlavní postavy slovenské politiky. Roku 1906 byl zvolen za volební obvod Stupava do Uherského sněmu za Slovenskou ľudovou stranu jako jeden ze sedmi národně orientovaných slovenských poslanců. Přispíval do Katolických novin buditelskými články, za něž byl po roce 1906 jistou dobu vězněn. Poslancem byl znovu zvolen v roce 1910 a zůstal jím až do roku 1918 (jako jeden z pouhých dvou slovenských poslanců).
V roce 1917 na Jurigu tlačil uherský předseda vlády István Tisza, aby vydal prohlášení proti spojení Slováků a Čechů a ve prospěch integrity historických Uher. Juriga na výzvu nereagoval. Dne 19. října 1918 naopak v Uherském sněmu přednesl deklaraci, v níž slovenský národ ohlašuje své sebeurčení a odtržení od Uherska.

### Činnost v československé politice
V říjnu 1918 se zapojil do činnosti Slovenské národní rady, která se přihlásila ke společnému státu s Čechy. V dobových záznamech o jednání dokonce používal termín československý národ. Podobné slovo ale používali tehdy i další pozdější slovenští autonomisté jako Andrej Hlinka. Historik Jan Rychlík to přikládá vzrušené a chaotické atmosféře rozkladu Uherska a podlehnutí kouzlu okamžiku. Po vzniku republiky se krátce zařadil mezi kněží požadující zrušení celibátu (sám měl se dvěma ženami čtyři děti, ke kterým se i hlásil).
V letech 1918–1920 zasedal v Revolučním národním shromáždění v Praze jako člen slovenské delegace, i když fakticky náležel do Slovenské ľudové strany. V jednom z prvních parlamentních projevů vyjádřil podporu česko-slovenskému svazku, ale s výhradou, že je nutné zajistit rozvoj Slovenska a jeho institucí. Již 14. listopadu 1918 předložil slovenské delegaci v Revolučním národním shromáždění návrh zásad slovenské autonomie, ale slovenský poslanecký klub ho nepřijal. Jako politik s legislativní zkušeností z uherského sněmu vypracoval již koncem roku 1918 návrh autonomního statutu Slovenska. V lednu 1920 při debatě o československé ústavě ho prezentoval československému parlamentu. Předpokládal federativní uspořádání státu a odkazoval se na Pittsburskou dohodu, i když uznával, že není možné a nutné ji uplatnit ihned. Profiloval se jako obhájce zájmů Slováků. V jedné z interpelací kritizoval údajný případ šikany jednoho slovenského vojáka za to, že se při prezenci hlásil slovenským tu místo českého zde. V tomto období rovněž usiloval o biskupský úřad, ten však pro nesouhlas Vatikánu nezískal. V rámci Slovenské ľudové strany reprezentoval reformistické a modernistické křídlo, zatímco Andrej Hlinka byl představitelem konzervativního katolicismu.
V parlamentních volbách v roce 1920 získal poslanecké křeslo v Národním shromáždění za Hlinkovu slovenskou ľudovou stranu (před rokem 1925 oficiální název Slovenská ľudová strana), respektive na společné kandidátce Slovenské ľudové strany a celostátní (respektive české) Československé strany lidové. V roce 1921 ovšem slovenští poslanci vystoupili ze společného poslaneckého klubu a nadále již fungovali jako samostatná politická formace Slovenská ľudová strana (později Hlinkova slovenská ľudová strana). V roce 1921 Juriga publikoval v slovenském tisku návrh autonomie Slovenska. Podobné projekty publikovali tehdy i další ľudáci Vojtech Tuka a Ľudovít Labay. Vzájemně se od sebe příliš neodlišovaly. Návrhy vycházely z premisy samostatného charakteru slovenského národa a počítaly s ustavením zákonodárného a vládního slovenského orgánu. V případě Jurigy šlo o rozvinutí jeho předchozích autonomistických koncepcí z let 1918–1920. V parlamentu byl ovšem podán oficiálně návrh Labayův, protože byl právně propracovanější. Pro hlavní československé strany ale návrhy SĽS nebyly průchodné.
V parlamentních volbách v roce 1925 obhájil poslanecký mandát. Byl hlavním stranickým expertem na státoprávní otázky. V polovině 20. let 20. století byl inspirován fašismem a v rámci Hlinkovy strany organizoval oddíly Rodobrana budované po vzoru podobných paramilitárních organizací v Itálii. V roce 1926, když Andrej Hlinka pobýval v zahraničí, patřil mezi pětici funkcionářů, kteří za něj řídili stranu. Zároveň ale odmítal politiku Vojtecha Tuky, který jako agent maďarské vlády působil v roce 1927 na protičeskou radikalizaci strany.
Profesí byl podle údajů k roku 1925 římskokatolickým farářem v obci Streda nad Váhom.

### Rozchod s HSĽS, návrat do ní a závěr života

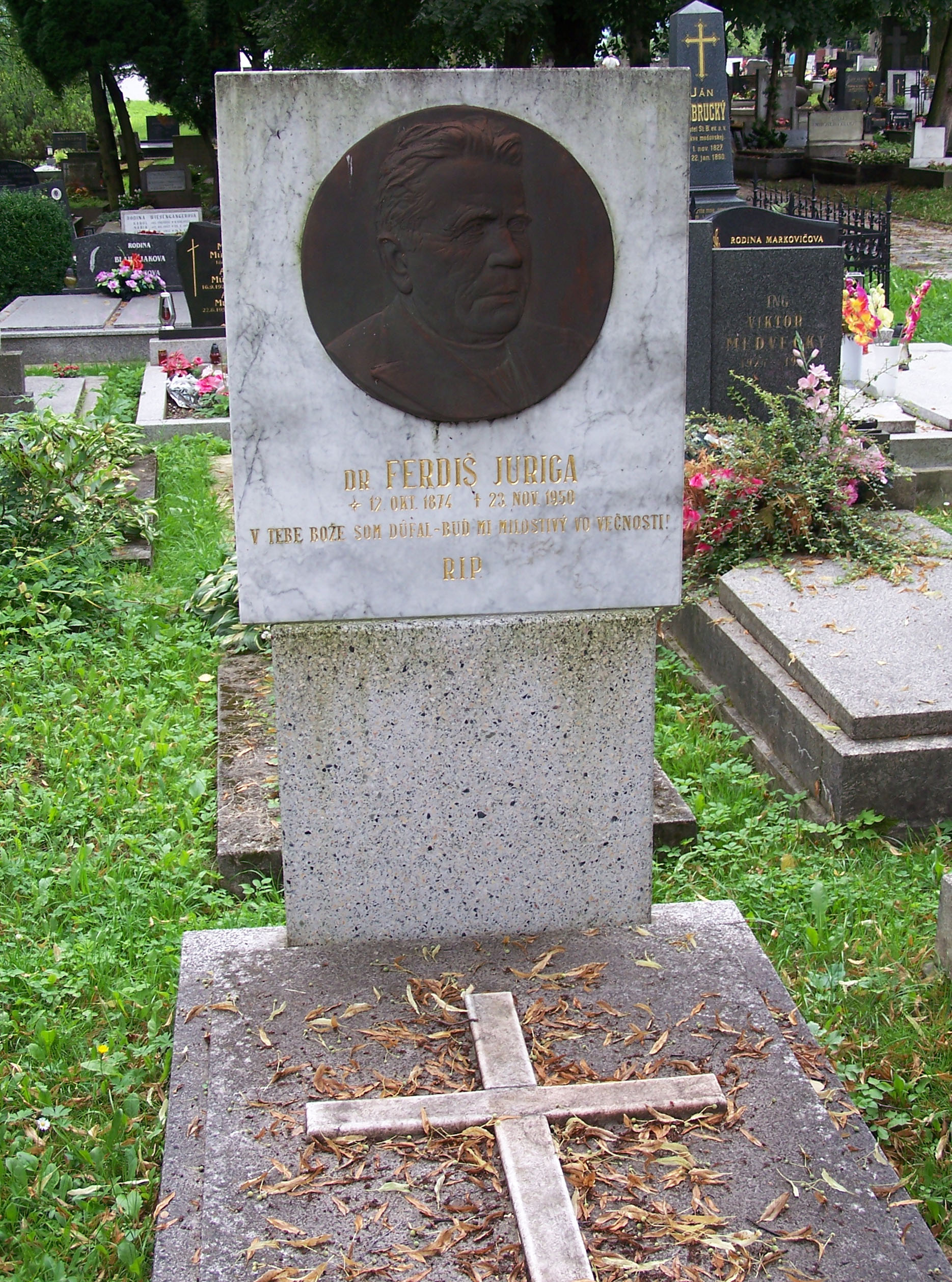
Jurigův hrob na Národním hřbitově v Martině

V důsledku Tukovy aféry roku 1929 se Juriga rozešel s Hlinkovou stranou. V reakci na Tukův článek Vacuum iuris, který zpochybnil ústavnost trvání československé moci na území Slovenska, totiž Juriga uveřejnil stanovisko, v němž se naopak přihlásil k česko-slovenskému státnímu svazku, napadl Hlinku a odmítl Tukovy závěry a obecně vzrůstající vliv bývalých maďarónů ve straně. Byl pak v únoru 1929 spolu s Floriánem Tománkem ze strany vyloučen. Po zbytek volebního období byl nezařazeným poslancem. Poté se pokoušel založit vlastní politickou stranu (Jurigova slovenská strana ľudová), ale po neúspěchu v parlamentních volbách v roce 1929 se přestal politicky angažovat. V roce 1935 se, dle svých slov, po velkém osobním přemáhání usmířil s Hlinkou, když politoval to, že jej dříve urazil. Následně se také vrátil do strany, ale do žádných funkcí již v ní nebyl připuštěn.
V roce 1930 byl církevním soudem jako kněz suspendován, následně se odmítl omluvit Hlinkovi, vzdal se fary a požádal o penzionování. Poté se uchýlil do ústraní do Karlovy Vsi u Bratislavy, kde strávil zbytek života a kde byl následně i pohřben. V roce 1996 byly jeho ostatky včetně náhrobku přeneseny na Národní hřbitov v Martině.